# Chambois (Eure)
Chambois è un comune francese del dipartimento dell'Eure, nella regione della Normandia. Esso fu costituito il 1º gennaio 2016 con la fusione dei comuni di Corneuil, Avrilly e Thomer-la-Sôgne.